# Дальняя Померания

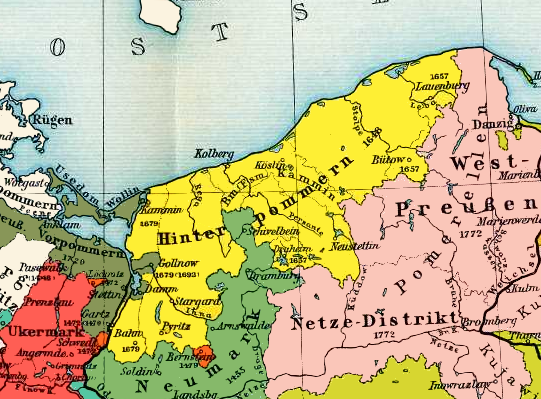
Дальняя Померания в 1800 году («Hinterpommern», жёлтый цвет).

Дальняя Померания, Задняя Померания или Восточная Померания (нем. Hinterpommern, Ostpommern), — часть Померании, которая включала в себя восточную часть герцогства, а затем и провинцию Померания. Простиралась примерно от реки Одер на западе до Померелии на востоке. С 1945 г. входит в состав Польши; большая часть бывшей Дальней Померании находится в пределах Западно-Поморского воеводства, а самые восточные её части — в пределах Поморского воеводства. Польский термин Pomorze Zachodnie («Западная Померания») в разговорной речи используется в современной Польше как синоним Западно-Поморского воеводства, границы которого не совпадают с историческими; в польском историческом употреблении это относилось ко всем областям к западу от Померелии (то есть ко всей узкой Померании).
Дальняя Померания возникла как подразделение герцогства Померании в результате раздела 1532 года, тогда известного как Померания-Штеттин и уже включавшего исторические регионы епископства Каммин, графства Новогард, Земля Слупск-Славно, и со связями с Лемборско-Бытувской землёй. После Штеттинского договора 1653 года стала бранденбургской и потом прусской провинцией Померания. По итогам Венского конгресса была реорганизована, включив в свой состав остатки Шведской Померании. В 1938 году северная часть к ней была присоединена северная часть упразднённой провинции Позен-Западная Пруссия.
После поражения Германии во Второй мировой войне регион стал частью Польши. Большинство составлявшего большинство германоязычного населения было переселено и заменено поляками, некоторые из которых сами были переселены.
Территорию региона до 1999 года занимали Кошалинское (1975—1998), Щецинское и Слупское (1975—1998) воеводства. После — Западно-Поморское и Поморское воеводства.

## Этимология
Термин Западная Померания в нынешнем значении возник в XIX веке по географической причине из-за течения реки Одер, в XVIII веке поморские районы к востоку от Штеттина назывались Задней Померанией.

## География
Западная Померания характеризуется образовавшимися в ледниковый период моренами, озёрами, реками, холмами и густыми хвойными лесами; В западной части находится сельскохозяйственный район Пиритцер-Вайцзеккер.
Транспортные маршруты между Штеттином и Гданьском проходят во внутренних районах побережья Балтийского моря.